# Poodinae
Poodinae, nadpodtribus trava opisan 2017.. Uključena su podplemena Alopecurinae, Beckmanniinae, Cinninae, Miliinae, Phleinae, Poinae i Ventenatinae; uključeni rodovi siročad: Arctagrostis, Arctophila, Brizochloa, Dupontia, Dupontiopsis, Hookerochloa, Nicoraepoa, Saxipoa i Sylvipoa.
To su trajnice i jednogodišnje bilje. 